# Pułk Artylerii im. Józefa Bema
Pułk Artylerii im. Józefa Bema – oddział artylerii sformowany,  we Włoszech w 1918 roku, w ramach Armii Polskiej we Francji, z jeńców armii austro-węgierskiej narodowości polskiej. 

## Formowanie i zmiany organizacyjne
W ostatnich dniach grudnia 1918 i na początku stycznia 1919 w obozie La Mandria zorganizowano 12 bateryjny pułk artylerii im. Józefa Bema.
13 lutego 1919 pułk otrzymał sztandar. Sztandar ufundował doktor Rosenkranz, a wręczyło go Koło Pań Turyńskich.

## Żołnierze pułku
| Dowódcy pułku | Dowódcy pułku   | Dowódcy pułku          | Dowódcy pułku      |
| stopień       | imię i nazwisko | okres pełnienia służby | kolejne stanowisko |
| ------------- | --------------- | ---------------------- | ------------------ |
| kpt. inż.     | Jan Małecki     | XII 1918 –             |                    |